# Inselkirche Hermannswerder

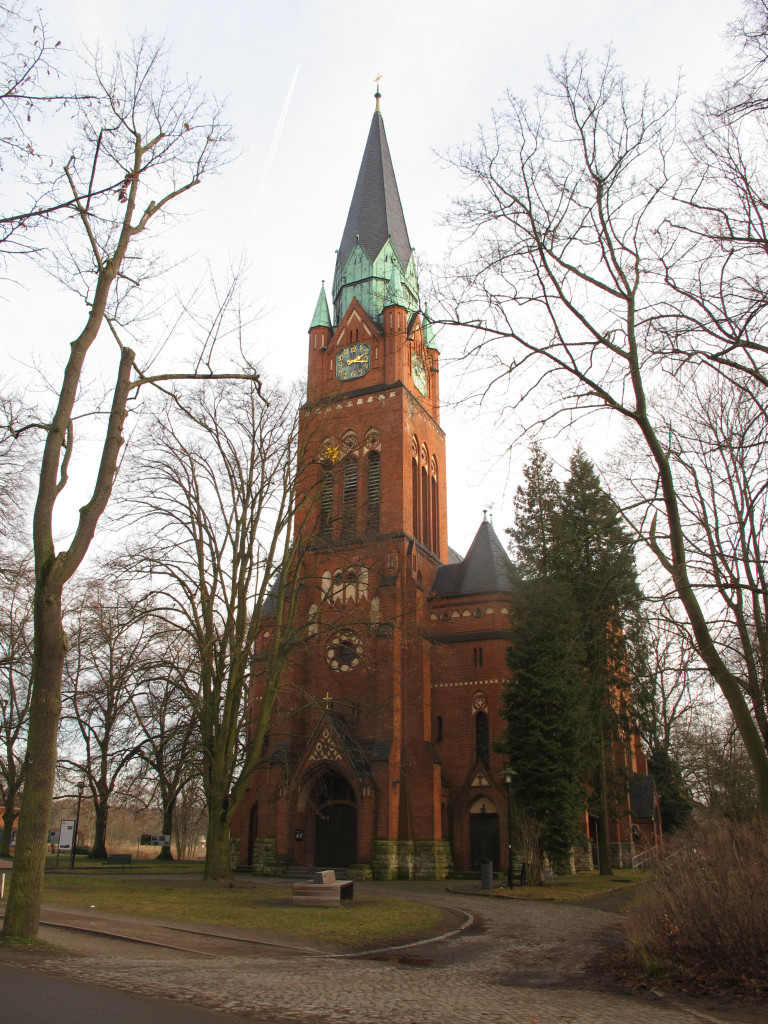
Potsdam, Inselkirche

Die Inselkirche Hermannswerder, auch als Kirche der Hoffbauerstiftung bekannt, ist ein Kirchengebäude auf der einen Teil der Teltower Vorstadt bildenden Potsdamer Havelinsel Hermannswerder. Die unter Denkmalschutz stehende Kirche gehört zum Kirchenkreis Potsdam der Evangelischen Kirche Berlin-Brandenburg-schlesische Oberlausitz.

## Lage
Die von den locker in einer parkartigen Anlage gruppierten Gebäuden der Hoffbauer-Stiftung umgebene Kirche befindet sich am Ostufer der Halbinsel Hermannswerder südöstlich der gleichnamigen Straße. Ihr 52 Meter hoher spitzer Turm prägt die Silhouette der umgebenden Havellandschaft.

## Geschichte
Die von Clara Hoffbauer mit dem Vermögen ihres 1884 verstorbenen Mannes Hermann Hoffbauer gegründete Stiftung diente der Einrichtung eines „Erziehungshauses für evangelische ganze oder halbe Waisen aus dem gebildeten Mittelstand“. Das hierfür erworbene Grundstück auf der zuvor „Tornow“ genannten Halbinsel an der Havel erhielt 1894 zu Ehren des Ehemanns der Stifterin den Namen „Hermannswerder“. Der Architekt und Hofbaumeister Paul Robert Lembcke (1853–1901) entwarf die ab 1891 in neugotischer Formensprache aus rotem Backstein errichteten Gebäude, deren Ausführung den Hofmaurermeistern Adolf (1848–1913) und Hermann Bolle (1847–1924) oblag. Nach Lembckes frühem Tod erfolgte die weitere Bebauung nach eigenen Plänen der Gebrüder Bolle. Die von ihnen entworfene Kirche entstand zwar noch entsprechend den Vorgaben der Stifterin, der Bau begann aber erst ein Jahr nach deren Tod 1909 und wurde am 9. Dezember 1911 eingeweiht.

## Architektur und Ausstattung

### Außenbau
Die nach Südosten ausgerichtete Kirche ist ein kreuzförmiger basilikaler Bau mit Querschiff und im Nordwesten stehendem Turm. Der Sockel der Kirche ist mit hellem Kalkstein verkleidet, während die übrigen Wände mit rotem Backsteinmauerwerk verblendet sind.
Der im Grundriss quadratische Westturm mit dem spitzbogigen, durch einen Wimperg betonten Hauptportal ist in den unteren drei Geschossen mit Strebepfeilern an den Ecken versehen. Die Wand über dem Portal ist durch ein Rundfenster und Spitzbogenblenden gegliedert. Seitlich wird der Turm durch polygonale Anbauten flankiert, die im Erdgeschoss Seiteneingänge enthalten und darüber mit Spitzbogenfenstern geöffnet sind. Über einer Ebene mit schlitzförmigen Fenstern und einem durch ein Kaffgesims abgetrennten zurückgesetzten Geschoss, dessen Traufe der des Mittelschiffs entspricht, erheben sich achteckige schiefergedeckte Zeltdächer. Das Glockengeschoss des Turms öffnet sich an allen vier Seiten mit dreiteiligen Schallarkaden, die in spitzbogigen Blenden mit bekrönenden Backsteinrosetten liegen. Die Ecken des zurückgesetzten Geschosses darüber sind mit achteckigen Türmchen eingefasst, die Giebel mit den Zifferblättern der Turmuhr flankieren. Das abschließende, ins Achteck überführte kupferbekleidete Turmgeschoss trägt über kleinen Giebeln den steilen, mit Schiefer gedeckten Turmhelm.
Die mit Strebepfeilern versehenen Seitenschiffe des dreijochigen Langhauses besitzen aufgrund der Emporen im Inneren eine zweigeschossige Fensteranordnung: Im Erdgeschoss belichten paarig angeordnete Spitzbogenfenster den Raum unter den Emporen, darüber befinden sich große zweiteilige Öffnungen mit abschließendem Rundfenster. Der niedrige Obergaden öffnet sich mit kleinen dreipassförmigen Fenstern, die in den umlaufenden Spitzbogenfries des Traufgesimses eingebunden sind. Vor den beiden Querhausfassaden sind im Erdgeschoss übergiebelte Vorbauten mit Eingängen angeordnet. Darüber sitzt jeweils eine große, aus fünf Spitzbogenfenstern und drei Rundfenstern in einer mit einem Dreipass abgeschlossenen Blende bestehende Öffnung. Die mit je einem kleineren Rundfenster und aufsteigenden Blenden unter dem Ortgang gegliederten Giebel schließen die Fassaden ab.
Der Chor mit 5/8-Schluss ist außen im Erdgeschoss mit zwischen Strebepfeilern eingespannten Räumen umgeben, die als Chorumgang wirken, aber der Unterbringung von Nebenräumen dienen und im Kirchenraum nicht in Erscheinung treten. Die an das Querschiff angelehnten höheren Anbauten enthalten Treppenzugänge zu den Emporen. Die drei großen Chorfenster sind zweiteilig mit abschließendem Rundfenster in spitzbogiger Blende, die beiden Chorseiten in Verlängerung des Kirchenschiffs sind nur mit analog gestalteten Blendfenstern versehen. Über der Vierung erhebt sich auf dem schiefergedeckten Satteldach ein kleiner Dachreiter mit einem Wetterhahn.

### Innenraum

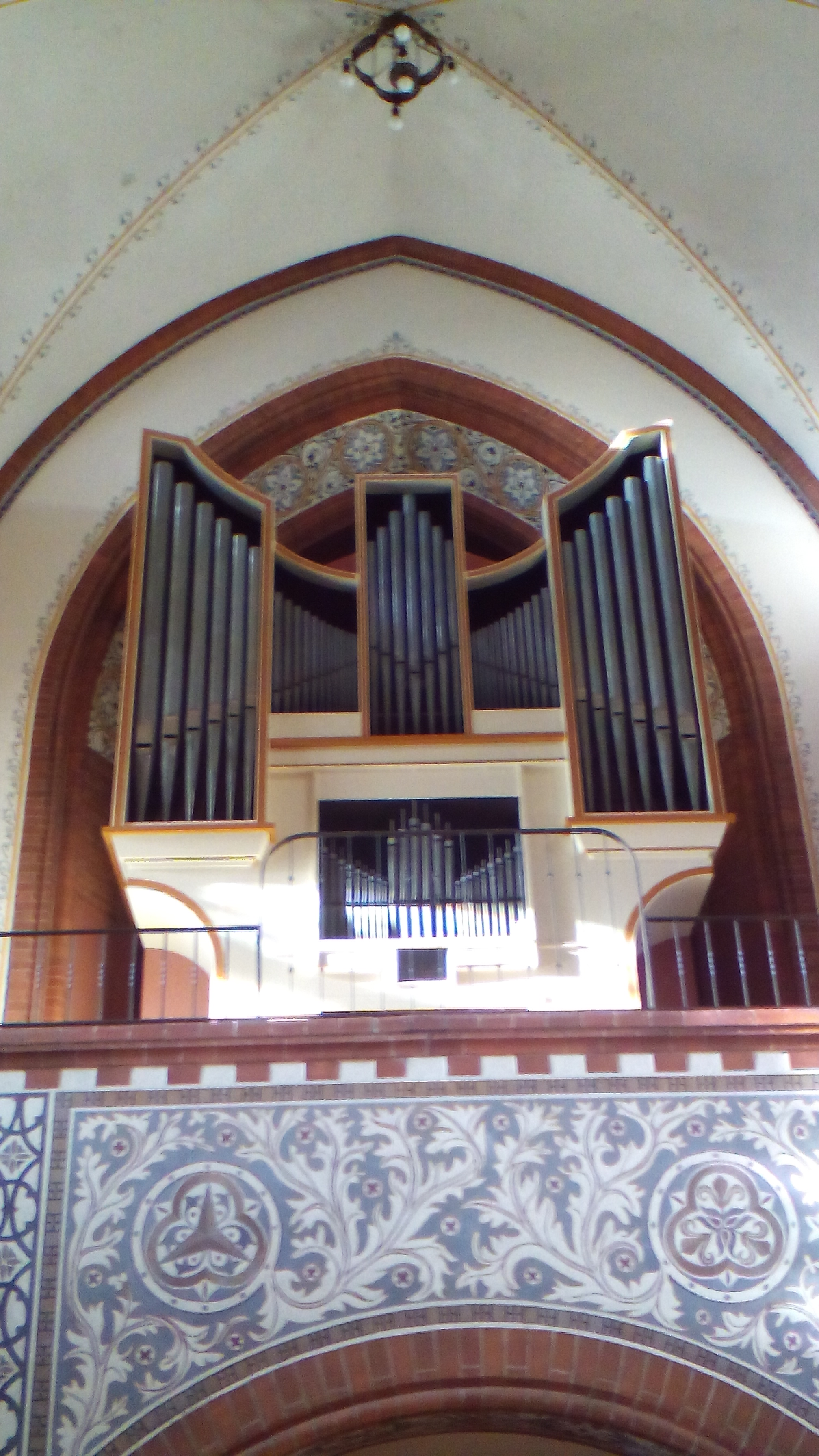
Schuke-Orgel von 1960

Im Inneren heben sich die architektonischen Gliederungen der Öffnungseinfassungen und Gewölbe durch die Farbigkeit des Backsteinmauerwerks von den hellen Wand- und Gewölbeflächen ab. Der Kirchenraum ist mit rippenlosen Rabitzgewölben überspannt, die von kreuzförmigen, auf runden Säulen stehenden Pfeilern getragen werden. In die Seitenschiffe ist die massive, zwischen den Pfeilern auf segmentbogigen Arkaden ruhende Empore eingespannt. Im Querschiff bildet jeweils eine Dreierarkade mit leicht erhöhtem Mittelbogen auf runden Backsteinsäulen den Unterbau der Empore. Die das westliche Joch ausfüllende Orgelempore ruht ebenfalls auf einer Dreierarkade mit zwei Säulen. Die Emporenbrüstungen mit den Bogenuntersichten, der Chorbogen und der Bogen zum Turmraum hinter der Orgel sind ebenso wie die untere Wandzone im Chorraum mit an frühgotischen Vorbildern orientierter floraler Ornamentik ausgemalt. Die geputzten Wandflächen und die Gewölbegrate sind ebenfalls durch Einfassungen aus farbigen Linien und pflanzlichen Formen verziert.
Die von dem Potsdamer Tischlermeister Eduard Schulz (geb. 1850) geschaffene bauzeitliche Kirchenausstattung aus Eichenholz umfasst neben der Kanzel auf der Nordseite des Chorbogens ein auf dem von O. Fiebiger stammenden sandsteinernen Altar stehendes Retabel und den Taufständer. Die Orgel ist ein 1960 geschaffenes Werk der Potsdamer Orgelbauwerkstatt Alexander Schuke mit 23 Registern auf zwei Manualen und Pedal. Eine Überholung erfolgte 2012.